# Yārūd
Yārūd (persiska: يارود) är en ort i Iran.   Den ligger i provinsen Qazvin, i den norra delen av landet, 130 km nordväst om huvudstaden Teheran. Yārūd ligger 1 609 meter över havet och antalet invånare är 642.
Terrängen runt Yārūd är bergig åt nordost, men åt sydväst är den kuperad. Runt Yārūd är det ganska tätbefolkat, med 108 invånare per kvadratkilometer. Närmaste större samhälle är Mo'allem Kalāyeh, 15,8 km sydost om Yārūd. Trakten runt Yārūd består i huvudsak av gräsmarker.